# George Wunder
George S. Wunder (Nueva York, 24 de abril de 1912 - New Milford (Connecticut), 13 de diciembre de 1987) fue un  ilustrador e historietista estadounidense principalmente conocido por sus 26 años ilustrando la prestigiosa historieta seriada de Terry y los piratas (Terry and the Pirates).

## Biografía
Nacido en Manhattan, Wunder creció en Kingston (Nueva York). Cuando era joven, planeó una carrera como dibujante profesional de historietas (cómics). Aparte de los cursos que realizó por correspondencia, incluido el curso de arte de la International Correspondence School, fue particularmente, un artista autodidacta. A la edad de 24 años, comenzó como artista en la Associated Press (AP), donde trabajó junto al ilustrador Noel Sickles y al dibujante deportivo Tom Paprocki. En AP, Wunder ilustró obras de ficción y varias caricaturas editoriales, como ¿Puede Hitler vencer al Jinx ruso? ("Can Hitler Beat the Russian Jinx?")
Durante la Segunda Guerra Mundial, sirvió en el ejército desde 1942 hasta 1946. Al regresar a Associated Press después de finalizada la contienda, dibujó la tira See for Yourself en 1946 para AP Newsfeatures.
En 1946, cuando Milton Caniff dejó Terry and the Pirates, hubo alrededor de 100 solicitudes de trabajo para reemplazarle. Wunder envió muestras de sus dibujos, y la agencia Tribune-News Syndicate le eligió a él, con el antiguo asistente de Caniff, Lee Elias en segundo lugar. El primer Terry and the Pirates de la mano de Wunder apareció en los periódicos el 30 de diciembre de 1946, lanzando la historia Problemas en el Tíbet ('Trouble in Tibet'). El historiador de cómics Don Markstein señalaba cómo se había producido la transición:
Terry quedó en manos de George Wunder, un hábil historietista que mantuvo un alto nivel de calidad. Sin embargo, Caniff tenía un talento único y nadie podría reemplazarlo realmente. Terry Lee se había unido a la Fuerza Aérea de los Estados Unidos durante la Segunda Guerra Mundial. Wunder lo dejó allí hasta que madurara como oficial de la Fuerza Aérea. Durante la época de Vietnam, el entretenimiento de orientación militar había perdido popularidad y la tira finalmente se suspendió en 1973. En ese momento, Wunder también la había dejado, aunque todavía llevaba su firma, clonado por Al Plastino, más conocido por su trabajo en Superman (Plastino también controlaba la tira de pantomima Ferd'nand, y más tarde se convirtió en asistente de Ernie Bushmiller en la historieta Nancy).
Inicialmente, Wunder dibujó la tira para que fuera similar a la de Caniff y Sickles, pero pronto desarrolló su propio estilo. Hotshot Charlie, por ejemplo, lo dibujó de una manera más abiertamente humorística. En 1953, Canada Dry ofreció un 'obsequio premium' con una caja de su ginger ale: un minilibro de una serie de trilogías de las tiras de Terry and the Pirates de Wunder, impresas por Harvey Comics. A lo largo de la década de 1950, las páginas de las tiras de los dominicals utilizaron el color para expresar el efecto psicológico. Una viñeta de Wunder de ese período no tiene ni sombras azules ni verdes como cabría esperar, solo estaba coloreado con naranja, rojo y amarillo. En otro, Terry es de color verde de frente y su espalda es de color amarillo anaranjado. Wunder dibujó imágenes dramáticas y muy detalladas, pero el historiador de historieta,s Maurice Horn afirmaba que era difícil distinguir un personaje de otro y señaló que las historias de Wunder carecían del humor esencial de Caniff. A finales de la década de 1950, Hotshot Charlie fue retirado de la tira, que fue dibujada y coloreada de una manera más reposada, prestando especial atención a los aviones que pilotaban Terry Lee y sus amigos.
El escritor y artista Bill Pearson señalaba que Wunder pasó "décadas produciendo una tira de aventuras muy sólida. Dibujaba gente fea, incluso mujeres jóvenes, lo que sin duda era una característica curiosa, pero era uno de los mejores entintadores de este mundo artístico. Su técnica era intachable." Con su estilo de entintado limpio y preciso, Wunder llenaba sus viñetas con numerosos detalles de primer plano y de fondo.

### Jubilación
La tira aparecía en 100 periódicos cuando Wunder se retiró en 1973. El New York Daily News publicaba todos los días y los domingos a Terry and the Pirates, excepto por las últimas tres semanas de Wunder. En el momento de su retiro, Wunder comentó:
"Es una tira que he disfrutado haciendo, pero por otro lado, ha sido, oh, ¡una tarea!. La pura mecánica de producir tanto trabajo semana tras semana te ata ... El gusto en las tiras gráficas parece estar cambiando. La gente ya no parece seguir las franjas de continuidad como solía hacerlo. Obtienen un promedio de tres a cuatro historias completas por noche. No hay ninguna razón por la que deban quedarse entre ocho y doce semanas para descubrir cómo resultó una historia".
Cuando Wunder, que vivía en Sherman (Connecticut), anunció su jubilación, el sindicato decidió cancelar la tira el 25 de febrero de 1973. Wunder consideró la cancelación como una baja más de la Guerra de Vietnam

### Fallecimiento
Murió de un ataque al corazón en el New Milford Hospital el domingo 13 de diciembre de 1987, sobreviviéndole su esposa, Mildred. A los 87 años, Mildred 'Millie' A. Wunder (de soltera Smith), conocida como 'La Sra. de Terry y los piratas', murió el 1 de marzo de 2001 en Port St. Lucie (Florida), después de una breve enfermedad.

## Asistentes
A mediados de 1962, el antiguo ilustrador de EC Comics and Classics, George Evans, se incorporó como asistente de Wunder en la tira diaria. Como Evans relataba en una entrevista en The Comics Journal n.º 177 (mayo de 1995), 'George trazaba la tira con el lápiz y la tinta de las cabezas de los personajes, y yo terminaba la tira'. Evans decía que durante estos años, Wunder hacía las páginas de los dominicales él solo. En la misma entrevista, contaba cómo había dibujado una tira diaria en la que el uniforme de un general había variado al dibujar al personaje para el dominical de esa semana, por lo que era necesario volver a dibujar parte del dominical. Evans se ofreció a ayudarle, pero Wunder no le permitió diciendo: 'No fue tu error'. Luego sacó su borrador eléctrico y se puso a trabajar en él. Evans trabajó en la tira hasta que fue cancelada en 1973. Otros artistas que intervinieron como ayudantes de Wunder fueron Lee Elias, Russ Heath, Fred Kida, Don Sherwood, Frank Springer o Wally Wood.

## Our Guest Star
Our Guest Star fue una tira promocional de Wunder de 1955 con personajes de Terry y los piratas con apariciones especiales de estrellas de cine y otras celebridades.
Números:
- 27 de enero de 1955 (con Mary Martin)
- 19 de abril de 1955 (con Grace Kelly)
- 28 de octubre de 1955 (con Robert Cummings)
- 29 de diciembre de 1955 (con Charlton Heston)[4]

## Premios
Fue miembro del Illustrators Club y de la National Cartoonists Society. El 11 de junio de 1963, fue honrado por la Fuerza Aérea de los Estados Unidos con su Exceptional Service Award (Premio al Servicio Excepcional). En 1970, recibió el premio Silver T-Square Award de la National Cartoonists Society.